# DFB-Pokal der Junioren 2023/24
Der DFB-Pokal der Junioren 2023/24 war die 38. Austragung dieses Wettbewerbs und zugleich die siebte Auflage, in der 32 Vereine teilnahmen. Der Titelverteidiger war der 1. FC Köln.

## Teilnehmer
| A-Junioren-Pokalsieger der 21 Landesverbände: - SV Sandhausen (Baden) 1 - SpVgg Greuther Fürth (Bayern) - Berliner AK (Berlin) - Energie Cottbus (Brandenburg) - Werder Bremen (Bremen) - SC Vorwärts-Wacker 04 (Hamburg) - Eintracht Frankfurt (Hessen) - Hansa Rostock (Mecklenburg-Vorpommern) - Bayer 04 Leverkusen (Mittelrhein) 2 - Borussia Mönchengladbach (Niederrhein) - VfL Wolfsburg (Niedersachsen) - Eisbachtaler Sportfreunde (Rheinland) - 1. FC Saarbrücken (Saarland) - RB Leipzig (Sachsen) 3 - 1. FC Magdeburg (Sachsen-Anhalt) - VfB Lübeck (Schleswig-Holstein) - SC Freiburg (Südbaden) - 1. FC Kaiserslautern (Südwest) 4 - FC Carl Zeiss Jena (Thüringen) - SC Paderborn 07 (Westfalen) - Stuttgarter Kickers (Württemberg) | A-Junioren-Pokalsieger 2022/23: - 1. FC Köln 2 A-Junioren-Meister 2022/23: - 1. FSV Mainz 05 4 Bestplatzierte Teams der Junioren-Bundesliga-Staffeln: - Staffel Nord/Nordost: - Hertha BSC (1. Platz) - Dynamo Dresden (2. Platz) 3 - Hamburger SV (3. Platz) - Staffel West: - Borussia Dortmund (1. Platz) - FC Schalke 04 (3. Platz) - Fortuna Düsseldorf (4. Platz) 2 - Staffel Süd/Südwest: - Karlsruher SC (2. Platz) - 1. FC Nürnberg (3. Platz) - TSG 1899 Hoffenheim (4. Platz) 1 |

## 1. Runde
Die Auslosung ergab folgende Begegnungen:
| Datum                        |                           | Ergebnis              |                      |
| ---------------------------- | ------------------------- | --------------------- | -------------------- |
| 1. September 2023, 14:00 Uhr | 1. FC Kaiserslautern      | 3:2                   | RB Leipzig           |
| 2. September 2023, 11:00 Uhr | Dynamo Dresden            | 0:2                   | Bayer 04 Leverkusen  |
| 2. September 2023, 11:00 Uhr | SC Vorwärts-Wacker 04     | 0:6                   | SpVgg Greuther Fürth |
| 2. September 2023, 11:00 Uhr | Stuttgarter Kickers       | 0:2                   | Hamburger SV         |
| 2. September 2023, 11:00 Uhr | Energie Cottbus           | 2:1                   | Karlsruher SC        |
| 2. September 2023, 12:00 Uhr | FC Carl Zeiss Jena        | 2:1                   | Eintracht Frankfurt  |
| 2. September 2023, 12:00 Uhr | SV Sandhausen             | 3:3 n. V. (4:2 i. E.) | SC Paderborn 07      |
| 2. September 2023, 12:00 Uhr | Eisbachtaler Sportfreunde | 1:2                   | Fortuna Düsseldorf   |
| 2. September 2023, 12:00 Uhr | TSG 1899 Hoffenheim       | 6:0                   | Borussia Dortmund    |
| 2. September 2023, 13:00 Uhr | Hertha BSC                | 2:1                   | Hansa Rostock        |
| 2. September 2023, 14:00 Uhr | 1. FC Saarbrücken         | 0:6                   | SC Freiburg          |
| 3. September 2023, 11:00 Uhr | VfB Lübeck                | 2:7                   | FC Schalke 04        |
| 3. September 2023, 11:00 Uhr | Werder Bremen             | 3:5 n. V.             | 1. FC Köln           |
| 3. September 2023, 13:00 Uhr | Berliner AK               | 2:1 n. V.             | 1. FC Nürnberg       |
| 3. September 2023, 13:00 Uhr | 1. FC Magdeburg           | 2:4                   | VfL Wolfsburg        |
| 3. September 2023, 13:00 Uhr | Borussia Mönchengladbach  | 1:3                   | 1. FSV Mainz 05      |

## Achtelfinale
Die Auslosung ergab folgende Begegnungen:
| Datum                      |                      | Ergebnis        |                      |
| -------------------------- | -------------------- | --------------- | -------------------- |
| 7. Oktober 2023, 11:00 Uhr | SV Sandhausen        | 2:4             | Bayer 04 Leverkusen  |
| 7. Oktober 2023, 11:00 Uhr | FC Carl Zeiss Jena   | 1:1 (2:4 i. E.) | Hamburger SV         |
| 7. Oktober 2023, 11:00 Uhr | Energie Cottbus      | 0:2             | SC Freiburg          |
| 7. Oktober 2023, 11:00 Uhr | Fortuna Düsseldorf   | 1:5             | TSG 1899 Hoffenheim  |
| 7. Oktober 2023, 11:00 Uhr | FC Schalke 04        | 2:1             | 1. FC Köln           |
| 7. Oktober 2023, 12:00 Uhr | SpVgg Greuther Fürth | 0:2             | VfL Wolfsburg        |
| 7. Oktober 2023, 13:00 Uhr | Berliner AK          | 1:2 n. V.       | Hertha BSC           |
| 8. Oktober 2023, 11:00 Uhr | 1. FSV Mainz 05      | 3:0             | 1. FC Kaiserslautern |

## Viertelfinale
Die Auslosung ergab folgende Begegnungen:
| Datum                        |                     | Ergebnis  |                     |
| ---------------------------- | ------------------- | --------- | ------------------- |
| 16. Dezember 2023, 11:00 Uhr | 1. FSV Mainz 05     | 2:1       | VfL Wolfsburg       |
| 17. Dezember 2023, 11:00 Uhr | Hertha BSC          | 1:2 n. V. | FC Schalke 04       |
| 17. Dezember 2023, 11:00 Uhr | Hamburger SV        | 0:5       | TSG 1899 Hoffenheim |
| 17. Dezember 2023, 11:00 Uhr | Bayer 04 Leverkusen | 0:2       | SC Freiburg         |

## Halbfinale
Die Auslosung ergab folgende Begegnungen:
| Datum                    |                 | Ergebnis |                     |
| ------------------------ | --------------- | -------- | ------------------- |
| 16. März 2024, 11:00 Uhr | FC Schalke 04   | 1:3      | SC Freiburg         |
| 17. März 2024, 13:00 Uhr | 1. FSV Mainz 05 | 1:2      | TSG 1899 Hoffenheim |

## Finale
Keine U19-Mannschaft schaffte es vor den Hoffenheimern, das „Double“ aus Meisterschaft und DFB-Pokal der Junioren zu gewinnen.
| SC Freiburg                                                    | SC Freiburg | TSG 1899 Hoffenheim | TSG 1899 Hoffenheim |
| -------------------------------------------------------------- | --- | --- | ------------------- |
| SC Freiburg                                                    | \| 24. Mai 2024 um 18:00 Uhr in Potsdam (Karl-Liebknecht-Stadion) \| \| Ergebnis: 2:3 n. V. (2:2, 1:1) \| \| Zuschauer: 3.105 \| \| Schiedsrichter: Nils Musekamp \| \| Spielbericht \| | \| 24. Mai 2024 um 18:00 Uhr in Potsdam (Karl-Liebknecht-Stadion) \| \| Ergebnis: 2:3 n. V. (2:2, 1:1) \| \| Zuschauer: 3.105 \| \| Schiedsrichter: Nils Musekamp \| \| Spielbericht \| | TSG 1899 Hoffenheim |
| SC Freiburg                                                    | Jaaso Jantunen – Berkay Yılmaz, Bruno Ogbus (101. Ruben Müller), David Schopper (77. Drew Murray), Karl Steinmann (106. Edis Redžić) – Luca Marino, Noah Wagner, Yann Sturm – Louis Tober (59. Junior Afuetozia), David Amegnaglo, Leon Çatak (85. Luca Schulten) Cheftrainer: Bernhard Weis | Benjamin Lade – Hennes Behrens, Luca Erlein, Kelven Frees, Lars Strobl (90. Yannis Hör) – Florian Micheler, Diren Dağdeviren (108. Milan Rehuš), Paul Hennrich (101. Ricardo Wagner), Blessing Makanda (90. Jamie Wähling) – Max Moerstedt, Tiago Poller (82. Leonard Krasniqi) Cheftrainer: Tobias Nubbemeyer | TSG 1899 Hoffenheim |
| SC Freiburg                                                    | 1:0 Sturm (19., Foulelfmeter) 2:2 Amegnaglo (90.+2') | 1:1 Poller (35.) 1:2 Strobl (70.) 2:3 Moerstedt (105., Foulelfmeter) | TSG 1899 Hoffenheim |
| SC Freiburg                                                    | Yılmaz (45.+1'), Amegnaglo (55.), Wagner (90.+1'), Murray (90.+1'), Afuetozia (101.), Müller (111.) | Hennrich (34.), Poller (36.), Micheler (39.), Strobl (90.), Moerstedt (105.+2'), Frees (114.), Erlein (120.+1') | TSG 1899 Hoffenheim |
| SC Freiburg                                                    | Micheler (90.+4') | | TSG 1899 Hoffenheim |
| 24. Mai 2024 um 18:00 Uhr in Potsdam (Karl-Liebknecht-Stadion) | | |                     |
| Ergebnis: 2:3 n. V. (2:2, 1:1)                                 | | |                     |
| Zuschauer: 3.105                                               | | |                     |
| Schiedsrichter: Nils Musekamp                                  | | |                     |
| Spielbericht                                                   | | |                     |